# Селва Пјана (Кампобасо)
Селва Пјана је насеље у Италији у округу Кампобасо, региону Молизе.
Према процени из 2011. у насељу је живело 4 становника. Насеље се налази на надморској висини од 631 м.